# Gustave Roch
Ne pas confondre avec le mathématicien allemand Gustav Roch.
Pour les articles homonymes, voir Roch.
Gustave Roch est un avocat et homme politique français né le 10 mars 1844 à Aigrefeuille-sur-Maine, petite ville proche de Nantes en Loire-Inférieure, et mort le 12 août 1923 dans sa ville natale, où il est inhumé. Sa tombe y est toujours visible. L'école publique porte son nom.

## Biographie
Le 1er mai 1892 il est élu conseiller municipal de Nantes sur la liste républicaine et désigné comme adjoint au maire, Alfred Riom.
De 1893 à 1919, il est élu député de la Loire-Inférieure à la Chambre des députés (Troisième République) au sein du groupe de la Gauche radicale.
Un boulevard portant son nom sur l'île de Nantes, lui a été dédié.

### Sources
- « Gustave Roch », dans Adolphe Robert et Gaston Cougny, Dictionnaire des parlementaires français, Edgar Bourloton, 1889-1891 [détail de l’édition]